# 世界はきっと未来の中
「世界はきっと未来の中」（せかいはきっとみらいのなか）は、ZARDの29作目のシングル。

## 背景
「新しいドア 〜冬のひまわり〜」「GOOD DAY」以来となる、カップリングなしのワンコインシングル（500円）で発売となった。
表題曲は、テレビ朝日系ドラマ『舞妓さんは名探偵!』の主題歌に起用された。

## 制作
作曲は、当時New Cinema 蜥蜴のメンバーだった岩井勇一郎が担当。また、編曲にはシオジリケンジが初参加している。

## 記録
「負けないで」から本作までZARDのシングルは24作連続でオリコンチャートTOP3入りを果たし、累計は前作を上回り20万枚を突破した。
なお、ZARD名義でインディーズで発売された「Can't Take My Eyes Off Of You」〈邦題:君の瞳に恋してる〉（アナログ盤、1999年9月15日）がオリコン最高50位を記録しているため、シングルの連続トップ10記録は、このシングルと30枚目の「痛いくらい君があふれているよ」の間で途切れたことになっている。

## 収録曲
1. 世界はきっと未来の中
作詞：坂井泉水
作曲：岩井勇一郎
編曲：徳永暁人・古井弘人・シオジリケンジ
2. 世界はきっと未来の中（オリジナルカラオケ）

## 収録アルバム
- ZARD Cruising & Live 〜限定盤ライヴCD〜（ライブバージョン）
- 時間の翼（another style 21）
- Brezza di mare 〜dedicated to IZUMI SAKAI〜（di mare version）
- ZARD Single Collection 〜20TH ANNIVERSARY〜